# Betania (Colombia)
Betania è un comune della Colombia facente parte del dipartimento di Antioquia.
Il centro abitato venne fondato da Aniceto Bolívar, Simón e José María Villa e José María Martínez nel 1889, mentre l'istituzione del comune è del 1921.